# Airyantha schweinfurthii
Airyantha schweinfurthii är en ärtväxtart som först beskrevs av Paul Hermann Wilhelm Taubert, och fick sitt nu gällande namn av Richard Kenneth Brummitt. Airyantha schweinfurthii ingår i släktet Airyantha och familjen ärtväxter.

## Underarter
Arten delas in i följande underarter:
- A. s. confusa
- A. s. schweinfurthii